# جین برکو گلیسون
جین برکو گلیسون (متولد ۱۹۳۱) روان‌شناس آمریکایی و پروفسور بازنشسته در دپارتمان علوم روان‌شناسی و مغز در دانشگاه بوستون است که نقشی اساسی در درک اکتساب زبان در کودکان، زبان‌پریشی، تفاوت‌های جنسیتی در رشد زبان و تعاملات والدین-کودک داشته‌است.
گلیسون تست ووگ (به انگلیسی: Wug Test) را ایجاد کرد که در آن به کودک تصاویری با نام‌های بی‌معنا نشان داده می‌شود و سپس از آنها خواسته می‌شود تا جملات مربوط به آن‌ها را کامل کند و از آن برای نشان دادن اینکه حتی کودکان خردسال نیز دانش ضمنی از صرف زبانی دارند استفاده کرد.

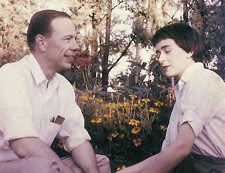
با اندرو گلیسون، ۱۹۵۸

جین برکو از پدر و مادرِ مهاجرِ مجارستانی در کلیولند، اوهایو متولد شد. او در کودکی گفته‌است: «من این تصور را داشتم که هر چه شما می‌گویید به یک زبانی معنی‌ای دارد.» فلج مغزی برادر بزرگترش درک گفتار برادرش را برای اکثر مردم دشوار کرد.
من تنها کسی بودم که می‌فهمیدم او چه می‌گوید. برای همین همانقدر که با برادرم نزدیکی احساس می‌کردم با زبان نیز احساس کردم ... من شروع به مطالعه روان‌شناسی زبان نکردم، من مطالعه زبان‌ها را شروع کردم چون عاشقشونم ... نروژی، فرانسوی، روسی یه ذره عربی، آلمانی و مقداری اسپانیایی که بتونم شام سفارش بدم.
پس از فارغ‌التحصیلی از دبیرستان کلیولند هایتس در سال ۱۹۴۹، برکو گلیسون کارشناسی تاریخ و ادبیات را از کالج رادکلیف دریافت کرد، سپس مدرک کارشناسی ارشد زبان‌شناسی و دکترای ترکیبی زبان‌شناسی و روان‌شناسی را در هاروارد گرفت. او از سال ۱۹۵۸ تا ۱۹۵۹ او در مقطع فوق دکتری در ام‌آی‌تی بود.  در دوران تحصیلات تکمیلی توسط راجر براون، بنیانگذار اکتساب زبان کودکان راهنمایی شد. در ژانویه ۱۹۵۹ با ریاضیدان هاروارد اندرو گلیسون ازدواج کرد. آنها سه دختر دارند.
گلیسون نویسنده یا هم‌نویسنده ۱۲۵ مقاله در مورد اکتساب زبان در کودکان، فرسایش زبان، زبان‌پریشی، و جنسیت و جنبه‌های فرهنگی اکتساب و استفاده از زبان است. و ویراستار دو کتاب درسی پرکاربرد، توسعه زبان (نسخه اول ۱۹۸۵، ویرایش نهم ۲۰۱۶) و روان‌شناسی زبان (۱۹۹۳) است. او عضو انجمن پیشبرد علوم آمریکا و انجمن روان‌شناسی آمریکا است و از سال ۱۹۹۰ تا ۱۹۹۳ رئیس انجمن بین‌المللی مطالعه زبان کودکان و از سال‌های ۱۹۹۶ تا ۱۹۹۹ انجمن جیپسی لور بوده‌است. او همچنین در هیئت تحریریه مجلات علمی و حرفه ای متعددی خدمت کرده‌است و از سال ۱۹۹۷ تا ۱۹۹۹ به عنوان دستیار سردبیر مجله زبان فعالیت داشته‌است
از سال ۲۰۰۷، او سخنرانی‌های «خوش آمدید، خوش آمدید» و «خداحافظ، خداحافظ» را در مراسم سالانه جوایز ایگ نوبل ایراد کرده‌است.

## تحقیق‌های منتخب

### یادگیری مورفولوژی انگلیسی توسط کودکان — آزمون Wug

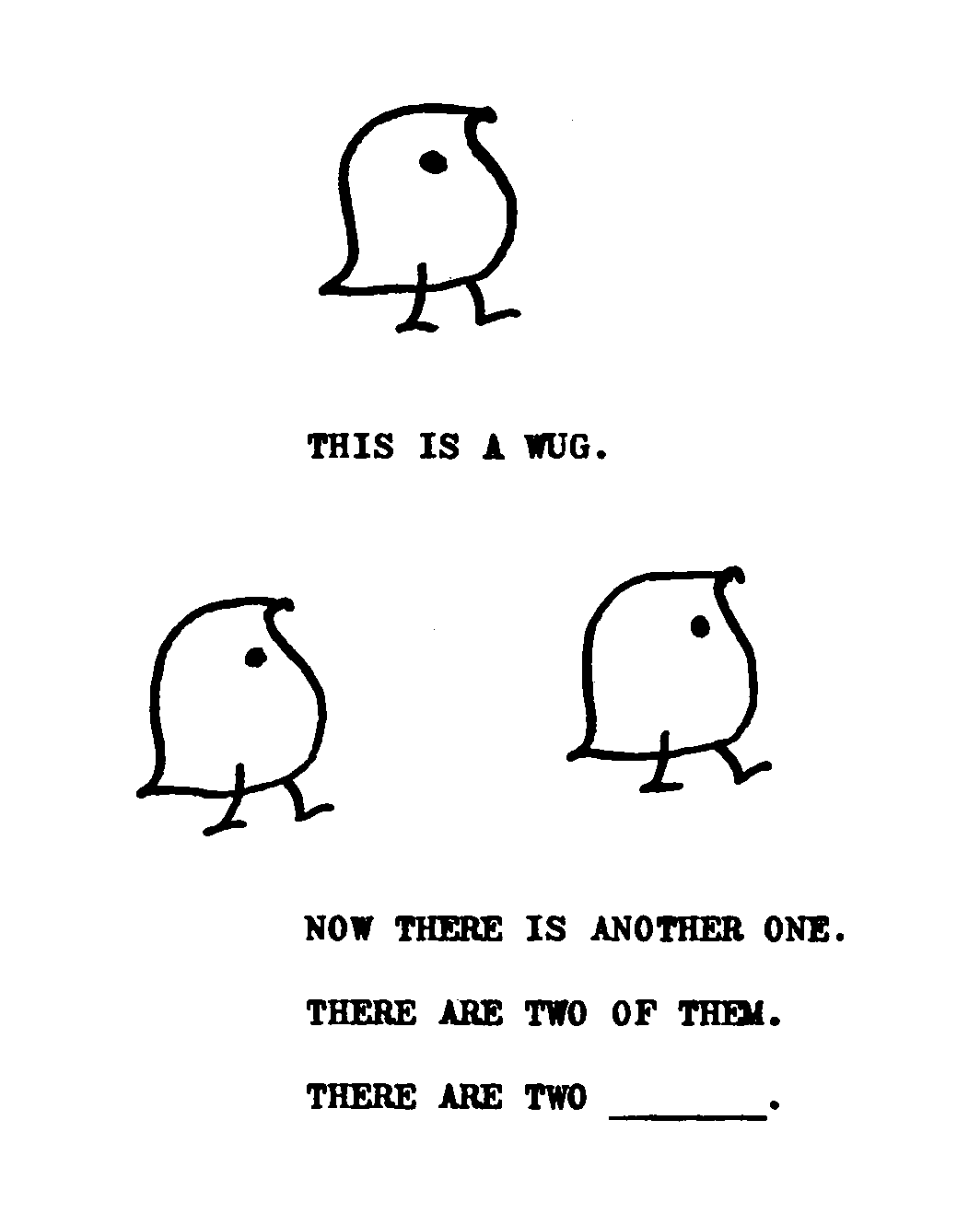
یکی از پانل‌های گلیسون که با دست کشیده شده‌است از تست اصلی Wug

گلیسون تست Wug را به عنوان بخشی از اولین تحقیقات خود (۱۹۵۸) ابداع کرد، که از کلمات بی‌معنی برای سنجش میزان اکتساب قوانین صرفی زبان در کودکان استفاده می‌کرد — مثال، قانون «پیش‌فرض» که اکثر واژگان جمع در انگلیسی با افزودن یک صدای /s/، /z/ یا /ɪz/ بسته به همخوان نهایی شکل می‌گیرند. برای مثال، hat–hats, eye–eyes, witch–witches. به کودک تصاویر ساده ای از یک موجود یا فعالیت خیالی،  با نامی بی‌معنا نشان داده می‌شود، و از او خواسته می‌شود تا جمله‌ای را در مورد آن تکمیل کند:
این یک WUG است. حالا یکی دیگه ازشون هست. دو تا از آنها است. در اینجا دو ________ وجود دارد. 
هر واژه هدف یک شبه‌کلمه ساختگی (اما قابل قبول) بود، به‌طوری که کودک نمی‌توانست قبلاً آن را شنیده باشد. کودکی که می‌داند جمع witch–witches است، ممکن است آن جفت را شنیده و به خاطر بسپارد، اما کودک واژه جمع wug را wugs (/wʌgz/، با استفاده از آلومورف /z/) می‌نویسد. از آنجایی که «wug» به یک صامت صدادار ختم می‌شود) ظاهراً (شاید ناخودآگاه) قانون اساسی برای تشکیل جمع را استنباط کرده‌است.
آزمون ووگ همچنین شمال پرسش‌های دیگری شامل صرف فعل و مالکیت نیز است.
یافته اصلی گلیسون این بود که حتی کودکان بسیار خردسال نیز می‌توانند پسوندهای مناسب را برای تولید جمع، زمان گذشته، ضمایر مالکیت و سایر اشکال واژه را برای واژگان بی‌معنایی که قبلاً نشنیده‌اند حدس بزنند. این بدان معناست که آنها جنبه‌های نظام زبانی که هیچ‌کس لزوماً سعی نکرده‌است به آنها آموزش دهد را درونی کرده‌اند. همچنین او مرحله‌ای قبل‌تر در رشد کودک را شناسایی کرد که در آن کودکان می‌توانند چنین اشکالی را برای واژه‌های واقعی تولید کنند اما برای کلمات بی‌معنی نه. که نشان‌دهنده این است که آن‌ها ابتدا واژگان معنادار را می‌شوند و بعد از مدتی الگوهایی که آن‌ها را می‌سازند را استخراج می‌کنند. 

### تعاملات والدین و فرزند
یکی دیگر از مقالات اولیه گلیسون «پدران و غریبه‌های دیگر: گفتار مردان با کودکان خردسال» (۱۹۷۵) در مورد بررسی تفاوت‌های بین تعامل گفتاری مادران و پدران با فرزندانشان است. این تحقیق عموماً با استفاده از داده‌های تولید شده توسط دو معلم زن و دو معلم مرد در یک دانشگاه بزرگ و سه مادر و سه پدر در هنگام شام‌های خانوادگی نوشته شده. این مطالعه نشان داد که:
- مادران نسبت به پدران، از ساختارهای پیچیده کمتری در صحبت با فرزندان خود استفاده می‌کردند.
- مادران در صحبت کردن با فرزند بزرگتر خود نسبت به فرزندان کوچکتر خود ساختارهای طولانی‌تر و پیچیده تری ایجاد کردند.
- پدران نسبت به مادران به‌طور قابل توجهی دستورها بیشتری می‌دادند و با تهدیدهای بیشتر و اذیت کردن بیشتر در حین صدا کردن کودکان.
- زبان پدران نقش‌های جنسیتی سنتی را در خانواده‌ها بیشتر بازتاب می‌دهد (مانند نمونه‌ای که در آن پدری که با پسرش بازی می‌کند، در صورت نیاز به تعویض پوشک، پسر را به سمت مادر هدایت می‌کند).[۱۵]

در مقابل، معلمان زن و مرد مهدکودک از زبانی استفاده کردند که هم از نظر کمی و هم از نظر کیفی مشابه بود و هر دو بر گفت‌وگو مبتنی بر زمان حال و نیازهای فوری کودکان تمرکز داشتند. تفاوت‌ها شامل این بود که معلمان مرد بیشتر از معلمان زن بچه‌ها را با نام خطاب می‌کردند و وجه امری بیشتری استفاده می‌کردند. 

### اکتساب واژگان روزمره در کودکان
تحقیقات گلیسون در نهایت به مطالعه روی اکتساب واژگان روزمره در کودکان گسترش یافت. تکه‌های استاندارد شده زبان مانند احوالپرسی، خداحافظی، و ابراز تشکر که فرهنگ و جامعه از همه انتظار دارد. گلیسون یکی از اولین کسانی بود که در مورد کسب ادب مطالعه کرد و استفاده کودکان انگلیسی زبان از واژگانی مانند متشکرم، لطفاً و متاسفم را بررسی کرد.

### زبان‌پریشی
گلیسون همچنین تحقیقات قابل توجهی در مورد زبان‌پریشی انجام داد، وضعیتی (معمولاً به دلیل آسیب مغزی) که در آن توانایی فرد برای درک یا تولید زبان، از جمله توانایی آنها برای یافتن کلمات مورد نیاز و استفاده از صرف و نحو اولیه، به طرق مختلف دچار اختلال می‌شود.